# Artur Fürst
Artur Fürst (* 23. Februar 1880 in Rosenberg, Westpreußen; † 13. Mai 1926 in Berlin) war ein deutscher Ingenieur und Schriftsteller.

## Leben
Artur Fürst stammte aus Rosenberg in Westpreußen und zog um 1900 nach Berlin, um an der Technischen Hochschule (Berlin-)Charlottenburg und Elektrotechnik zu studieren. Er befasste sich vorwiegend mit populären technischen Themen seiner Zeit, insbesondere dem Fernmeldewesen, der Eisenbahn und der Elektrizität in ihren vielfältigen Anwendungen.
Fürsts Bücher erfreuten sich in den 1910er- und 1920er-Jahren außerordentlicher Beliebtheit. Berühmt wurde er unter anderem durch das gemeinsam mit Alexander Moszkowski verfasste Buch der 1000 Wunder, in dem Albert Einstein als „Galileo des 20. Jahrhunderts“ gewürdigt wurde. Darüber hinaus verfasste Fürst Biografien über den AEG-Gründer Emil Rathenau und über Werner von Siemens.
Sein umfangreichstes und bekanntestes Werk ist Das Weltreich der Technik in vier Bänden. Der erste Band, Telegraphie und Telephonie, erschien 1923 im Ullstein-Verlag. 1924 folgte Verkehr auf dem Lande, 1925 Der Verkehr auf dem Wasser und in der Luft und 1927, posthum, Kraftmaschinen und elektrischer Starkstrom. Fürst starb im Jahr 1926 im Alter von nur 47 Jahren und konnte daher den vierten Band nicht mehr selbst vollenden. Sein Freund Hans Dominik ergänzte das fehlende Kapitel.
Fürst schrieb auch Artikel für Zeitungen.
Ab 1933 wurde Fürsts literarisches Werk von den Nationalsozialisten aufgrund der jüdischen Herkunft des Autors verboten und geriet dadurch auch in der Nachkriegszeit weitgehend in Vergessenheit. Dennoch veröffentlichten einige Verlage in jüngerer Zeit Nachdrucke einiger seiner Werke. Seinem Sohn Peter Fürst gelang 1934 die Flucht über die Dominikanische Republik in die Vereinigten Staaten, wo er als Journalist und Autor bekannt wurde.

## Schriften (Auswahl)
- Die Wunder um uns. Neue Einblicke in die Natur und Technik. 1911.
- Die Poesie der Eisenbahn. 1912. (Digitalisat)
- Die Welt auf Schienen. 6.–8. Tausend, Verlag Albert Langen, München 1918.
- Im Bannkreis von Nauen. Die Eroberung der Erde durch drahtlose Telegraphie. 1922.
- Das Weltreich der Technik. 4 Bände, 1923–1929.
- Das Flugzeug. Ullstein, Berlin 1925.
- Das Reich der Kraft. 1926.